# Mother Superior
Mother Superior — американський клубний гурт, базувався у Лос-Анджелесі, діяв з 1993 по 2011 рік.
Гурт записав вісім студійних альбомів. Записи альбомів здійснювались як у власній студії Top Beat Records, так і у інших студіях: Triple X Records, Muscletone Records, Rosa Records, Kickin' Records.
Музичний стиль гурту — це поєднання блюзу, соулу та класичного американського рок-н-ролу.

## Склад гурту
Початковий склад тріо:
- Джим Вілсон — гітарист/вокаліст;
- Marcus Blake — басист;
- Jason Mackenroth — барабанщик.[1]

Зміни у складі гурту: У 2005 році Jason Mackenroth пішов, і його замінив Matt Tecu. Jason Mackenroth помер 3 січня 2016 року в Неваді від ускладнень раку простати.

## Участь у інших проектах
Гурт також брав участь у інших проектах.

### Реінкарнація гурту Rollins Band
Генрі Роллінз продюсував альбом гурту Mother Superior — Kaleidescope і запросив їх створити нову інкарнацію Rollins Band. В результаті, Jim Wilson, Marcus Blake, Jason Mackenroth і Генрі Роллінз записали такі альбоми реінкарнованого гурту Rollins Band:
- Get Some Go Again, 2000 рік.
- Nice, 2001 рік.
- Rise Above: 24 Black Flag Songs to Benefit the West Memphis Three, 2003 рік.

### Співпраця з іншими музикантами
Mother Superior (як гурт або його окремі учасники) співпрацювали з Daniel Lanois, Tony Visconti, Alice Cooper, Meat Loaf, Emmylou Harris, Sparks, Anthrax, Wayne Kramer, Lemmy, George Clinton, Iggy Pop, Mike Patton, Dig та з Queens of the Stone Age.

### Motor Sister
Через кілька років після того, як гурт Mother Superior розпався, співачка Pearl Aday вирішила зробити подарунок для свого чоловіка, Scott Ian (гітарист гурту Anthrax, також співпрацював з Henry Rollins, George Clinton та Queens of the Stone Age). Річ у тому, що Scott Ian був давнім фанатом гурту Mother Superior і на святкуванні 50-річчя, захотів знову вживу почути гру Mother Superior, підібрати улюблені пісні, зібрати хлопців і провести міні-концерт удома. Pearl Aday, яка роками працювала з Джимом Вілсоном, звернулася до Джима Вілсона і розповіла про мрію чоловіка. Джиму Вілсону ідея сподобалась.
У результаті утворився гурт Motor Sister, у такому складі:
- Pearl Aday — вокал;
- Scott Ian — гітарист;
- Джим Вілсон — гітарист/вокаліст;
- Joey Vera — басист (Fates Warning, Armored Saint);
- John Tempesta — барабанщик (The Cult, Exodus, Testament, White Zombie).

2015 році гурт Motor Sister перезаписав дванадцять пісень і випустив альбом Ride.

#### Motor Sister, пісні альбому Ride
1. A Hole;
2. This Song Reminds Me of You;
3. Beg Borrow Steal;
4. Fool Around;
5. Get That Girl;
6. Head Hanging Low;
7. Fork in the Road;
8. Little Motor Sister;
9. Pretty in the Morning;
10. Whore;
11. Doghouse;
12. Devil Wind.

## Дискографія Mother Superior
Студійні альбоми
| Рік  | Альбом                    | Студія                 | Примітки                                                |
| 1993 | Right in a Row            | Самостійне виробництво | Запис/демо з восьми пісень                              |
| 1996 | The Heavy Soul Experience | Top Beat Records       | Власна студія                                           |
| 1997 | Kaleidescope              | Top Beat Records       | Власна студія                                           |
| 1998 | Deep                      | Top Beat Records       | Японська версія 1999 — студія Crown Records             |
| 2001 | Mother Superior           | Triple X Records       |                                                         |
| 2002 | Sin                       | Muscletone Records     | Європейська версія 2003 — студія Fargo Records          |
| 2004 | 13 Violets                | Top Beat Records       | Європейська версія 2004 — студія Fargo Records          |
| 2005 | Moanin'                   | Bad Reputation         | (Метт Теку приєднується за барабанами), студія у Європі |
| 2007 | Three Headed Dog          | Rosa Records           | Студія у Європі                                         |
| 2008 | Grande                    | Kickin' Records        | Студія у Європі                                         |

Концертні альбоми
- Live at The Whisky (1998 — Top Beat Records).